# Грудзини
Грудзини (пол. Grudzyny) — село в Польщі, у гміні Імельно Єнджейовського повіту Свентокшиського воєводства.
Населення — 149 осіб (2011).
У 1975-1998 роках село належало до Келецького воєводства.

## Демографія
Демографічна структура на день 31 березня 2011 року:
|          | Загалом | Допрацездатний вік | Працездатний вік | Постпрацездатний вік |
| -------- | ------- | ------------------ | ---------------- | -------------------- |
| Чоловіки | 75      | 16                 | 52               | 7                    |
| Жінки    | 74      | 14                 | 46               | 14                   |
| Разом    | 149     | 30                 | 98               | 21                   |